# Vida en común
Vida en común, vida comunitaria o vida en comunidad es todo lo que engloba diferentes formas de entender la sociedad humana que por lo general se aplican únicamente a comunidades de reducidas dimensiones, como un vínculo que hace compartir estrechamente la vida a todos sus miembros, que ponen en común (en distintos grados según cada caso) sus bienes o trabajo además de otras cuestiones vitales, espirituales o intelectuales.
Los grupos humanos de reducidas dimensiones propios de las sociedades primitivas estudiados por la antropología son ejemplos de vida en común, así como la propia institución familiar y el matrimonio; pero en las sociedades más desarrolladas, el término se emplea de forma más restringida a las asociaciones de carácter voluntario, en las que sus miembros entran por propia elección, especialmente como consecuencia de una opción vital, religiosa o ideológica que les hace separarse del resto de la sociedad para pasar a compartir su vida con un grupo reducido con el que tienen alguna afinidad.
En el cristianismo se dan muy diferentes formas de vida en común, paradójicamente surgidas a partir del aislamiento individual de los eremitas del cristianismo primitivo (monasterios, conventos, clero regular, vida consagrada, movimientos religiosos medievales como la Devotio moderna -Hermanos de la Vida Común- o las beguinas, o de la Edad Moderna como los labadianos, etc.)
Con presupuestos diferentes, también se dieron experiencias de vida en común a partir del movimiento obrero del siglo XIX, especialmente en las distintas versiones del denominado socialismo utópico (falansterios) y posteriormente del anarquismo.
Las comunas hippies (Back to the land) o las sectas que surgieron a partir de los años sesenta del siglo XX son otros ejemplos.

Del compromiso personal nacen el proselitismo y el contagio del ejemplo, que culminan en la vida en común. La vida comunitaria se vive en función de reglas muy estrictas y abarca todas las dimensiones de la existencia, lo que favorece la cohesión de grupo. Éste aparece como una solución de vida para las personas que no logran salir de sus problemas viviendo inmersas y solitarias en la sociedad.